# (3398) Stättmayer
(3398) Stättmayer es un asteroide perteneciente al cinturón de asteroides, descubierto el 10 de agosto de 1978 por Hans-Emil Schuster desde el Observatorio de La Silla, Chile.

## Designación y nombre
Designado provisionalmente como 1978 PC. Fue nombrado Stättmayer en honor al astrónomo alemán Peter Stättmayer.